# 183-тя стрілецька дивізія (СРСР)
183-тя стрілецька дивізія (рос. 183-я стрелковая дивизия) — військове з'єднання, стрілецька дивізія РСЧА у Другій світовій війні. Одна з «Харківських» дивізій.

## Історія
Сформована в серпні-вересні 1940 року, після приєднання Латвії до СРСР, у складі 24-го стрілецького корпусу на базі Латгальської та Земгальскої дивізій латвійської армії. Особовий склад дивізії залишився в уніформі латвійської армії, проте з радянськими знаками відмінності. Дислокувалася в Ризі.
У діючій армії під час Другої світової війни з 22 червня 1941 року по 16 вересня 1942 року, з 20 січня 1943 року по 25 вересня 1943 року, і з 12 листопада 1943 року по 11 травня 1945 року.
На 22 червня 1941 року знаходилася на марші з літніх таборів до Риги.

361-ій дивізії було наказано наступати в напрямку Лігостаєве, Медведеве, Захарово і до завершення 12 січня 1942 із взаємодією з 381-ою дивізією оволодіти південно-східною частиною Ржева. Праворуч наступала 183-тя дивізія, ліворуч — 381-ша
— Василевский А. А. 21-я гвардейская. — Уфа: Китап, 1995. — 300 с. — 2 500 экз.(рос.) — ISBN 5-295-01494-0
У січні 1943 року перекинута на південь від Вороніжа, 3 січня 1943 року почала завантаження на станції Клин, 20 січня 1943 прибула на станцію Давидівка. З 25 січня 1943 року бере участь в Воронезько-Касторненскій операції, робить наступ з південного сходу в загальному напрямку на Касторне, за день просунулася на 12 кілометрів, виключаючи правий суміжний фланг, де наступ спіткнувся на сильно укріпленому пункт Сині Ліпягі, де тримала оборону 57-ма піхотна дивізія. Вже до кінця січня 1943 р. дивізія, в нарешті ліквідував гарнізон опорного пункту Сині Липягі, повернулася фронтом на південний захід і почала наступ в загальному напрямку на Білгород — Харків. З 2 лютого 1943 дивізія рухалася в другому ешелоні, з 7 лютого 1943 року введена в бій із завданням наступати з північного заходу і відрізати ворожому гарнізону шляхи відходу з Білгорода на захід і південний захід. 8 лютого 1943 р. дивізія з частиною сил танкового загону оволоділа західною частиною Білгорода і «осідлала» всі дороги на північний захід, захід і південь від нього. Після того, як силами дивізії в районі станції Болховец були розбиті ворожі частини, які намагаються прорватися з Бєлгорода, дивізія продовжила наступ на Харків. До 14 лютого 1943 дивізія вийшла на північні околиці Харкова, і після його (тимчасового) звільнення 16 лютого 1943 року, продовжила наступ на північний захід.
4 березня 1943 року німецькі війська завдали удару в стик 40-ї армії і 69-ї армії. Дивізія, разом зі 107-ю стрілецькою дивізією і 340-ю стрілецькою дивізією, була оперативно підпорядкована 69-ій армії для нанесення контрудару в загальному напрямку на Богодухів, Вільшани. Однак контрудар не увінчався успіхом, і дивізія була оточена, частково вийшла з оточення на північний схід.
Після чергового відновлення з 19 травня 1943 року розташовувалася на правому фланзі 69-ї армії, яка зайняла позиції на південному фасі Курської дуги. Зайняла ділянку тиловий армійської смуги оборони, протяжністю близько 30 кілометрів, що прикриває підступи до Прохоровці з південного заходу і півдня. На 10 липня 1943 року, до початку своєї активної участі в Курської битви налічувала в своєму складі 7981 осіб при 4908 гвинтівках, 71 кулеметах, 75 гармат, 1579 пістолетах.
У перші бої з передовими частинами противника вступила 7 липня 1943 року. Одночасно з цим, за наказом, почала перегрупування, в момент якого її й застав німецький наступ. Але, ще 8 липня 1943 року частини дивізії потрапили під вогонь і гусениці радянських танків з числа 99-ї гвардійської танкової бригади, втратили вбитими 24 осіб і пораненими 37 осіб.
Саме 183-тя стрілецька дивізія потрапила під перший удар танкової дивізії СС «Адольф Гітлер», а також гренадерсько-танкового загону танкової дивізії СС «Мертва голова». Згодом, на цих же позиціях, дивізія витримала удар елітної «Великої Німеччини».
«Противник добре окопався, оборонявся запекло, але після захоплення позицій опір ослаб. Численні „росіяни“ кинулися навтіки»
У цей же час інші полки дивізії перегруповувались і будь-якого гідного опору не змогли надати — тим паче позиції, на яких їм належало розвернутися, вже були зайняті ворогом — і можна сказати, бігли ближче до Прохоровки.
11 липня 1943 року зі 4:50 дивізія знов відбиває атаку ворога, повільно відступаючи. 285-й стрілецький полк, зведений в один батальйон, продовжував вести бій на рубежі Ямки—Сторожеве. На 12 липня 1943 року було заплановано наступ двох полків дивізії спільно з 2-м гвардійським танковим корпусом. Протягом усього дня дивізія веде важкі зустрічні бої під Прохоровкою, на південь від радгоспу «Комсомолець», була змушена ще небагато поступитися своїми позиціями і залишити Ясну Поляну. 13 липня 1943 дивізія проводить атаку в напрямку Ясної Поляни і Калініна, вступає в зустрічний бій. Ввечері 14 липня 1943 дивізія знову потрапляє під удар на стику з частинами 2-го гвардійського танкового корпусу, і за звітом штабу корпусу «її піхота до цього часу в безладді відходила на північний схід».
Проте, дивізія, що стояла на смерть, під безперервним авіаційним тиском в цілому своє завдання виконала, поступившись загалом ворожим військам близько двох кілометрів, але не пропустивши танки на своїй ділянці. Однак і дивізія за весь час битви зазнала важких втрат — понад 5000 осіб, і фактично була розбита.
Знову введена в бій після доукомплектування і поповнення тільки 12 серпня 1943 року на підступах до Харкова 14 серпня 1943 року вийшла до іподрому на північній околиці міста і 18 серпня 1943 року увірвалася в Харків, і по 23 серпня 1943 року веде вуличні бої в Харкові. О 4 годині 30 хвилин 23 серпня 1943 року підрозділи 227-го стрілецького полку зі складу дивізії вийшли з боями в центр Харкова, де поставили Червоний Прапор, потім дивізія продовжила наступ. У ніч на 24 серпня 1943 дивізія форсувала річку Уди в районі села Хвилинка (рос. Минутка). Праворуч наступала 375-та стрілецька дивізія. Просуваючись до Дніпра, дивізія вийшла в район на схід від Кременчука, після чого відведена в резерв Ставки ВГК і в листопаді 1943 перекинута під Київ.
На початку Житомирсько-Бердичівської наступальної операції перебувала у другому ешелоні корпусу, введена в бій на підступах до Бердичева, 5 січня 1944 року, бере участь у звільненні Бердичева, потім продовжила наступ на південь і 12 січня 1944 року уперлася в організовану оборону. 24 січня 1944 року німецькі війська завдали потужного удару з рубежу Костянтинівка — Вахнівка під який потрапила саме 183-тя стрілецька дивізія. Оборона дивізії була прорвана на 7 кілометрів по фронту і на 5–6 кілометрів в глибину, і дивізія була відкинута на схід. З 4 березня 1944 року бере участь в Проскурівсько-Чернівецькій операції, наступає на Вінницю.
19–20 березня 1944 року веде бої за Вінницю. Підійшла до міста зі сходу до 15 березня 1944 року, 19 березня 1944 року дивізія форсувала Південний Буг в самій Вінниці. Південніше наступала 221-та стрілецька дивізія, на північ від Вінниці — 305-та стрілецька дивізія, разом з 183-єю дивізією, з фронту наступала 241-та стрілецька дивізія. 19–20 березня 1944 року веде бої в самому місті, після чого продовжила наступ на захід, наздоганяючи частини армії що пішли вперед, в напрямку Жмеринка — Кам'янець-Подільський. На початок квітня 1944 року підішла до Шидлівців і, мабуть, спрямована до резерву фронту, а потім передана до 1-ї гвардійської армії.
Бере участь в Львівсько-Сандомирській операції, в ході якої 25–27 липня 1944 року веде бої за Львів, бере участь у звільненні міста, вийшла до передгір'я Карпат в районі Кросно.
З вересня 1944 року бере участь в Карпатсько-Дуклінській операції, наступає в найтяжчих умовах у загальному напрямку на Ясло. 18 вересня 1944 року в районі відбиває атаки ворога з боку Новий Змигород. З 24 вересня 1944 року завдає удар у південно-західному напрямку, на Зборів з метою перерізати шосейну дорогу Змигород Нови — Цеханів. Перебувала неподалік від Ясло до січня 1944 року.
У ході Ясло-Горлинської операції наступає в другому ешелоні корпусу. 15–16 січня 1945 року частиною сил (295-м стрілецьким полком) була задіяна при визволенні міста Ясло. Потім продовжила наступ в напрямку населеного пункту Бінарова, знову в другому ешелоні корпусу, частиною сил обійшла місто Беч, захопила мости через річку Ропа. 17 січня 1945 дивізія переправилася через річку Бяла і в цей же день з другого ешелону в повному складі була введена в бій, продовжила наступ в ніч на 18 січня 1945 року, прорвала ворожу оборону, захопила поромну переправу на річці Дунаєць, потім, долаючи посилений опір ворога, наступала на північного заходу, 29 січня 1945 року форсувала Віслу і знову Бялу, де було обладнано потужну мережу укріплень, однак з останньої була відкинута назад.
З 1 лютого 1945 дивізія відновила наступ, приступила до форсування Бяли, до 3 лютого 1945 захопила невеликий плацдарм, і протягом всієї першої декади лютого 1945 року веде важкі бої за утримання і розширення плацдарму, потім була перегрупована на правий фланг армії, і перейшла в наступ в загальному напрямку на рубіж Струмень — Дрогомисль — Охаби, 10 лютого 1945 року з частиною сил 12-м гвардійським танковим полком раптовим ударом взяла укріплений пункт Забжег, потім продовжуючи наступ, форсувала Віслу, 12–13 лютого 1945 року веде бої поблизу міста Струмень, заволоділа ним. До 18 лютого 1945 дивізія закріпилася на плацдармі і перейшла до оборони.
З 24 березня 1945 року бере участь в Моравсько-Остравський наступальній операції, наступає в районі Зоран, повільно просуваючись, до 5 квітня 1945 форсувала Одер, захопила невеликий плацдарм, але вперлася в потужну оборону. 5 квітня 1945 року була знято з позиції, і перекинута на північний захід від Моравська-Острава.
З 15 квітня 1945 року знову приступила до наступу, 18 квітня 1945 року форсувала річку Опава на північний захід від міста Моравська-Острава, продовжила наступ на південний захід.
У ніч з 28 на 29 квітня 1945 року форсує Одер, 30 квітня 1945 року веде бій за місто Моравська-Острава, однією з перших дивізій увірвалася в місто.
Після взяття міста дивізія спрямувалася на Прагу, вибила супротивника з міста Линник, закінчила війну в Празі.
Розформована в 1947 році, особовий склад спрямований на формування 23-ї механізованої дивізії.

## Повна назва
183-тя стрілецька Харківська ордена Леніна, Червонопрапорна, орденів Суворова і Богдана Хмельницького дивізія; 
рос. 183-я стрелковая Харьковская ордена Ленина, Краснознамённая, орденов Суворова и Богдана Хмельницкого дивизия.

## Склад

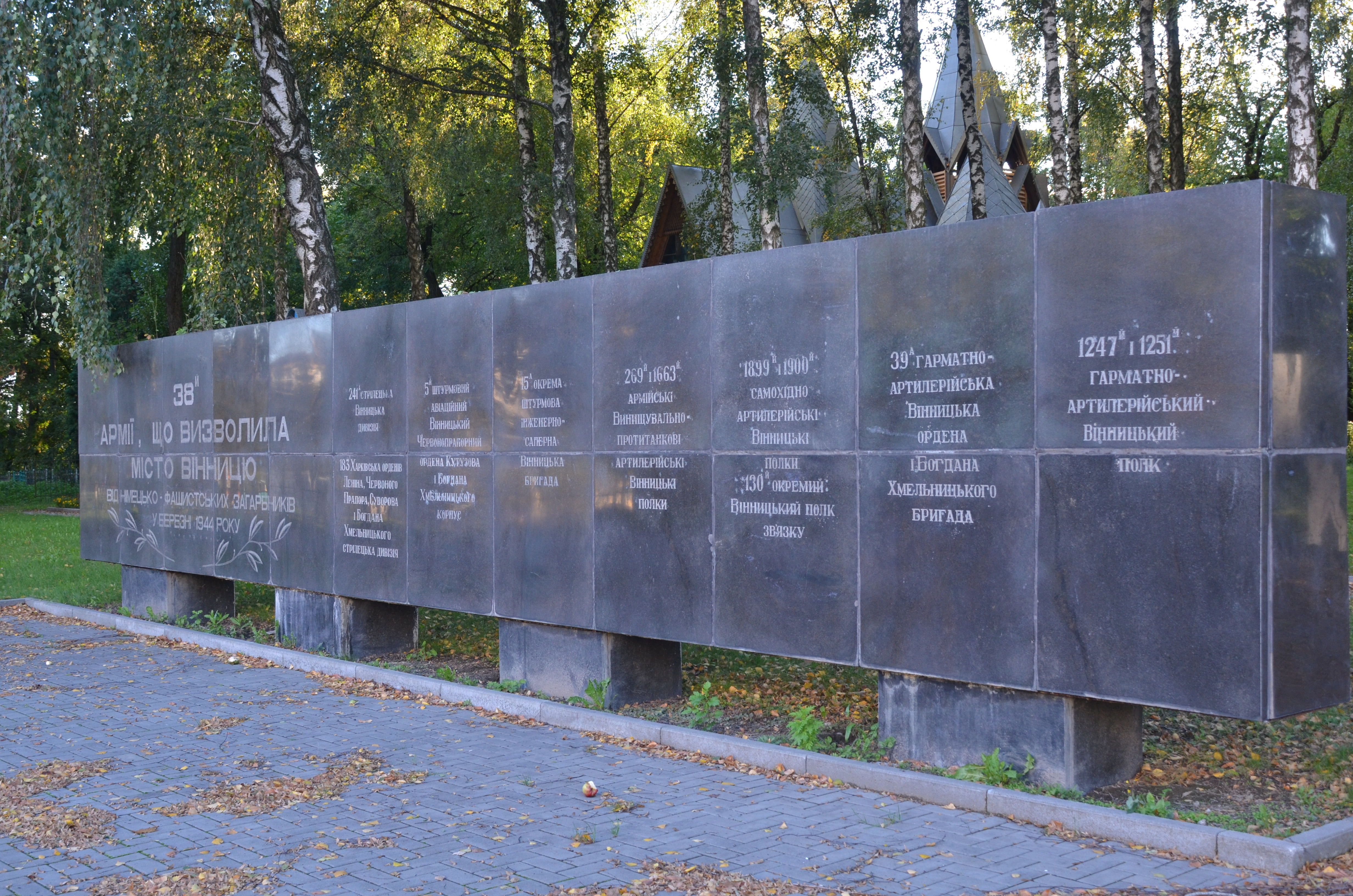
Меморіал воїнам дивізії, які загибли при визволенні Вінниці

- 227-й стрілецький Львівський Червонопрапорний полк
- 285-й стрілецький Ясловський Червонопрапорний ордена Олександра Невського полк
- 295-й стрілецький полк
- 623-й артилерійський Ясловський полк
- 624-й гаубичний артилерійський полк (до 15.09.1941)
- 18-й окремий винищувально-протитанковий дивізіон
- 8-й окремий зенітний артилерійський дивізіон[ru]
- 22-га розвідрота
- 304-й саперний батальйон 1-го формування (до 29.09.1941)
- 490-й саперний батальйон (з 20.09.1941 по 08.10.1943)
- 304-й саперний батальйон 2-го формування (з 08.10.1943)
- 609-й (350-й) окремий батальйон зв'язку (171-ша окрема рота зв'язку)
- 13-й медико-санітарний батальйон
- 259-та (4-та) окрема рота хімічного захисту
- 31-ша (364-та) автотранспортна рота
- 267-ма (208-ма) польова хлібопекарня
- 141-й дивізійний ветеринарний лазарет
- 314-та (595-та) польова поштова станція
- 687-ма (692-га) польова каса Держбанку[2]
- 3-тя окрема армійська штрафна рота 183-ї стрілецької дивізії (3-тя оашр) 69-ї армії[3]

## Командири
- Крустиньш Андрій Миколайович[sl] (до червня 1941), генерал-майор;
- Тупіков Петро Миколайович (03.06.1941 — 01.07.1941), полковник (загинув 02.07.1941);
- Карапетян Сергій Ісайович[hy] (02.07.1941 — 04.08.1941), полковник;
- Афанасьєв Олександр Миколайович (05.08.1941 — 28.09.1941), полковник;
- Коміссаров Костянтин Васильович[ru] (29.09.1941 — 02.03.1942), генерал-майор; (загинув у бою 02.03.1942 в д. Лобзин Ржевського району)
- Рубан, Петро Костянтинович (03.03.1942 — 18.03.1942), майор;
- Костіцин Олександр Степанович (19.03.1942 — 12.05.1942), підполковник;
- Федосенко Михайло Георгійович (13.05.1942 — 21.06.1942), майор;
- Іллічов Іван Опанасович (22.06.1942 — 23.06.1942), полковник;
- Яременко Іван Іванович[ru] (24.06.1942 — 21.08.1942), підполковник;
- Рубан Петро Костянтинович (22.08.1942 — 01.10.1942), підполковник;
- Костіцин Олександр Степанович (02.10.1942 — 24.07.1943), генерал-майор; (загинув 24.07.1943 при авіанальоті на Старий Оскол)
- Василевський Леонід Дмитрович[ru] (25.07.1943 — 11.05.1945), полковник, з 13.09.1944 генерал-майор.

## Нагороди і найменування
| Нагорода (найменування)                | Дата           | За що отримана |
| -------------------------------------- | -------------- | --- |
| «Харківська»                           | 23 серпня 1943 | За звитягу та мужність виявлену в боях за визволення міста Харкова.                                                          |
| Орден Червоного Прапора                | 1944           | За звитягу та мужність виявлену в Проскурівсько-Чернівецькій наступальній операції, в ході якої було звільнено місто Вінниця |
| Орден Суворова II ступеня              |                | |
| Орден Богдана Хмельницького II ступеня |                | |
| Орден Леніна                           |                | |

## Воїни дивізії, що відзначилися
| Нагорода | П. І. пБ.                      | Посада                                                    | Звання   | Дата нагородження                | Примітки                      |
| -------- | ------------------------------ | --------------------------------------------------------- | -------- | -------------------------------- | ----------------------------- |
|          | Ахсаров Енвер Бімболатович     | командир 227-го стрілецького полку                        | майор    | 10.01.1944                       | загинув у бою 15.02.1943 року |
|          | Батаков Пилип Максимович       | командир гармати 623-го артилерійського полку             | сержант  | 24.09.1944 13.05.1945 27.02.1958 |                               |
|          | Віталій Мефодійович Безголосов | снайпер роти автоматників 227-го стрілецького полку       | старшина | 15.05.1946                       | загинув у бою 30.04.1945 року |
|          | Заріпов Зіннур Заріпович       | командир гармати 3-й батареї 623-го артилерійського полку | сержант  | 29.04.1944 21.10.1944 29.06.1945 |                               |
|          | Шамгулов Фаттах Гафур'янович   | заступник командира 227-го стрілецького полку             | майор    | 18.04.1945                       | помер від ран 18.04.1945 року |
|          | Шаронов Федір Степанович       | командир гармати 623-го артилерійського полку             | сержант  | 29.06.1945                       | загинув у бою 13.02.1945 року |

## Відомі люди, пов'язані з дивізією
- Чудакова Валентина Василівна, санітар в складі однієї з частин дивізії, згодом письменниця.
- Маргуліс Ушер Якович, кореспондент дивізійної газети, згодом професор, доктор фізико-математичних наук.
- Яструбов Володимир Дмитрович, начальник артозброєння полку, згодом професор, доктор фізико-математичних наук, член-кореспондент Академії Космонавтики імені К. Е. Ціолковського.